# Копытин, Леонид Алексеевич
Леонид Алексеевич Копытин — советский инженер, учёный-радиотехник, лауреат Сталинской премии.

## Биография

Слева направо: заместитель Народного комиссара связи тов. А. Д. Фортушенко, П. Н. Рыбкин и главный инженер Центрального управления радиосвязи и радиовещания НКСвязи Л. А. Копытин

С начала 1930-х гг. инженер, главный инженер Центрального управления радиосвязи и радиовещания (ЦУРиР) Наркомата (Министерства) связи СССР.
В 1941—1943 директор строящегося объекта № 15 (радиостанция в г. Куйбышев, куда в начале войны планировалось эвакуировать правительственные учреждения).
Государственная приемная комиссия приняла объект с системами средневолновых и длинноволновых антенн в конце 1943 года.
В 1950-е гг. — зам. начальника Научно-исследовательского института Министерства связи СССР.
1 октября 2024 г. в Центральный музей связи имени А.С. Попова (Санкт-Петербург) на открытии выставки "От Москвы до самых до окраин", посвященной столетию начала радиовещания в Советском союзе, были переданы в дар рукописные дневниковые записи Л.А. Копытина, охватывающие период с 1925 по 1935 г.г. и 1945 г., значительная часть которых посвящена созданию первых радиовещательных центров страны и деятельности Наркомата Связи в указанный период. В настоящее время проводится их изучение.

## Научные труды
Автор книг:
- Техническая эксплуатация передающих радиоцентров. Л. А. Копытин. — Москва: Связьиздат. — 1954. — 435 с.
- Эксплуатация и настройка ламповых передатчиков [Текст] / Л. А. Копытин. — Москва : Связьтехиздат, 1936

## Награды и звания
Сталинская премия 1946 года — за создание мощной радиостанции.
Награждён орденами.